# Universidad de Waikato
La Universidad de Waikato (en maorí, Te Whare Wānanga o Waikato), también conocida informalmente en inglés como Waikato University o simplemente Waikato, es una universidad neozelandesa ubicada en la ciudad de Hamilton en la Isla del Norte.
Fundada en 1964, fue la primera universidad en Nueva Zelanda en ser construida desde cero. Waikato es una universidad que cuenta con una amplia variedad de programas, y está compuesta por siete escuelas y facultades y, para finales de 2011, contaba con más de 12.000 estudiantes. Además de su campus principal en Hamilton, la universidad también cuenta con un campus en Tauranga.
La universdidad estaba ubicada en el puesto 357 de las 500 mejores universidades del QS World University Rankings de 2011/12. En el Times Higher Education World University Rankings (2011-12), Waikato estaba en el puesto 318 de las 400 mejores universidades del mundo.